# Phaonia boleticola
Phaonia boleticola är en tvåvingeart som först beskrevs av Camillo Rondani 1866.  Phaonia boleticola ingår i släktet Phaonia och familjen husflugor. Inga underarter finns listade i Catalogue of Life.